# فرودگاه خرونینگن ایلده
فرودگاه خرونینگن ایلده (به انگلیسی: Groningen Airport Eelde) یک فرودگاه همگانی مسافربری با کد یاتا GRQ است که یک باند فرود آسفالت دارد و طول باند آن ۱٬۸۰۰ متر است. این فرودگاه در شهر خرونینگن کشور هلند قرار دارد و در ارتفاع ۵ متری از سطح دریا واقع شده است.

## شرکت‌های هواپیمایی و مقصدهای پروازی
| شرکت‌های هواپیمایی                    | مقصدهای پروازی                                             |
| ------------------------------------ | ---------------------------------------------------------- |
| کرندون ایرلاینز                      | فصلی: آنتالیا                                              |
| Corendon Dutch Airlines              | فصلی: هراکلین، جزیره کوس                                   |
| فلای‌بی اجرا توسط استوبارت ایر        | جنوبی لندن                                                 |
| نوردیکا اجرا توسط لوت پولیش ایرلاینز | کپنهاگ                                                     |
| ترانساویا.کام                        | گرن کناریا، لانزاروته فصلی: فارو، هراکلین, پالما د مایورکا |
| تی‌یوآی ایرلاینز نیدرلندز             | گرن کناریا فصلی: هراکلین                                   |
| ویز ایر                              | گدایسک لخ والسا                                            |